# Jake Livingstone
Jake Livingstone, född 16 april 1999, är en kanadensisk professionell ishockeyback som spelar för Nashville Predators i National Hockey League (NHL).
Han har tidigare spelat för Minnesota State Mavericks i National Collegiate Athletic Association (NCAA).
Livingstone blev aldrig NHL-draftad.

## Statistik
| 2014–2015   | Creston Valley Thunder Cats | KIJHL       | 3   | 0  | 2  | 2  | 2  | — | — | — | — | — |
| 2015–2016   | Creston Valley Thunder Cats | KIJHL       | 40  | 4  | 6  | 10 | 50 | 8 | 0 | 2 | 2 | 4 |
| 2016–2017   | Creston Valley Thunder Cats | KIJHL       | 20  | 2  | 16 | 18 | 46 | — | — | — | — | — |
|             | Merritt Centennials         | BCHL        | 36  | 39 | 51 | 90 | 30 | — | — | — | — | — |
|             | Langley Rivermen            | BCHL        | 22  | 0  | 4  | 4  | 21 | 6 | 0 | 0 | 0 | 6 |
| 2017–2018   | Langley Rivermen            | BCHL        | 53  | 1  | 12 | 13 | 85 | 6 | 0 | 1 | 1 | 4 |
| 2018–2019   | Langley Rivermen            | BCHL        | 56  | 10 | 28 | 38 | 40 | 7 | 1 | 1 | 2 | 8 |
| 2019–2020   | Langley Rivermen            | BCHL        | 52  | 11 | 38 | 49 | 72 | 4 | 0 | 4 | 4 | 8 |
| 2020–2021   | Minnesota State Mavericks   | NCAA        | 28  | 4  | 10 | 14 | 16 | — | — | — | — | — |
| 2021–2022   | Minnesota State Mavericks   | NCAA        | 44  | 9  | 22 | 31 | 32 | — | — | — | — | — |
| 2022–2023   | Nashville Predators         | NHL         | 1   | 0  | 0  | 0  | 0  | — | — | — | — | — |
|             | Minnesota State Mavericks   | NCAA        | 39  | 8  | 27 | 35 | 30 | — | — | — | — | — |
| NHL totalt  | NHL totalt                  | NHL totalt  | 1   | 0  | 0  | 0  | 0  | — | — | — | — | — |
| NCAA totalt | NCAA totalt                 | NCAA totalt | 111 | 21 | 59 | 80 | 78 | — | — | — | — | — |